# Voisin Hydro Canard 1

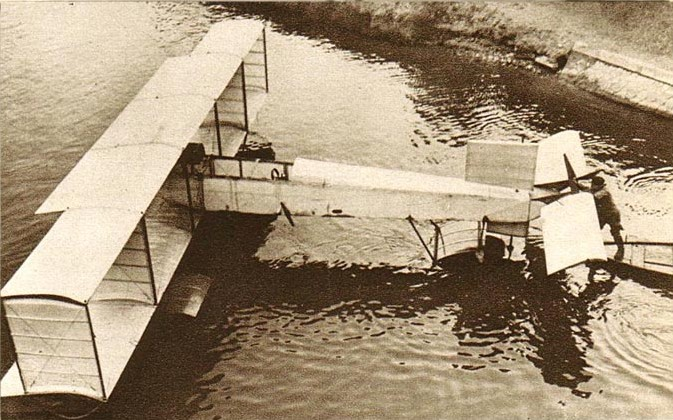
Voisin Hydro Canard, Flugversuche auf der Seine am 3. August 1911

Die französische Voisin Hydro Canard war die Marinevariante des Entenflugzeugs Voisin Canard von 1909.

## Geschichte
Die Voisin Hydro Canard wurde das erste Wasserflugzeug der Französischen Marine und fand als Marineaufklärer u. a. auch in Russland Verwendung. Gabriel und Charles Voisin kauften 1910 einige Flugzeugschwimmer von Henri Fabre. Er war der Erbauer des ersten Wasserflugzeuges der Welt, des Hydravion. Er setzte die Schwimmer unter die Landversion Voisin Canard. Die Maschine hatte vier Fabre-Schwimmer und 6 Räder. Im Oktober 1910 erfolgte der Erstflug auf der Seine bei Billancourt.
Vom 24. bis zum 31. März 1912 nahmen zwei Voisin Hydro Canard am Wasserflugzeugtreffen in Monaco teil. Die Piloten waren Maurice Colliex und Paul Rugère.

## FlugzeugmutterschiffFoudre
Durch Umbau der Torpedo-Laderäume in Hangars entstand 1912 im Auftrag der französischen Marine aus dem Minenschiff Foudre das erste Flugzeugmutterschiff der Welt. Die Flugzeuge wurden zum Einsatz per Kran auf die Wasseroberfläche gesetzt und nach dem Einsatz wieder an Deck gehievt.
Am 29. November 1911 wurde die erste Marinefliegerbasis in Fréjus Saint-Raphaël gebildet. Die Foudre wurde dafür in Toulon umgebaut. Die Voisin Hydro Canard wurde im Dezember 1911 von der Marine erworben und die umgerüstete Foudre am 15. April 1912 nach Fréjus Saint-Raphaël überführt. Danach begann die Erprobung mit der Voisin Hydro Canard.
Den ganzen Sommer über erfolgten Erprobungsflüge; hierbei wurde im August 1912 die Voisin Hydro Canard stark beschädigt. Ihr folgte eine modifizierte Variante mit einem 100 PS Gnome-Rhône-Sternmotor. Das Flugzeug stand dabei im Wettbewerb mit zwei 80 PS Nieuport-Wasserflugzeugen und einer 130 PS Breguet U-1.

## Technische Daten

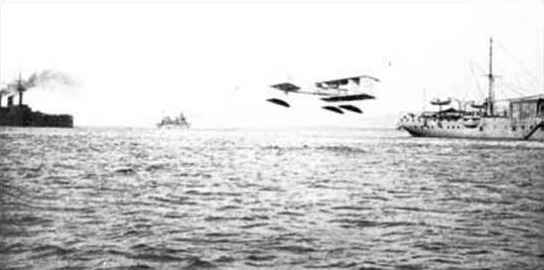
Voisin Hydro Canard vor dem Flugzeugmutterschiff Foudre im Juni 1912

| Kenngröße             | Daten                                                    |
| --------------------- | -------------------------------------------------------- |
| Besatzung             | 2–3 Mann                                                 |
| Länge                 | 8,00 m                                                   |
| Spannweite            | 12,00 m                                                  |
| Flügelfläche          | 40,00 m²                                                 |
| Leermasse             | 550 kg                                                   |
| Startmasse            | 820 kg                                                   |
| Flächenbelastung      | 20,50 kp/m²                                              |
| Leistungsbelastung    | 16,40 kg/PS                                              |
| Höchstgeschwindigkeit | 70 km/h in Bodennähe                                     |
| Landegeschwindigkeit  | 60 km/h                                                  |
| Triebwerk             | ein luftgekühlter Umlaufmotor Gnome, 50 PS Startleistung |